# Врлане
Врлане је насеље у Србији у општини Свилајнац у Поморавском округу. Према попису из 2022. има 144 становника (према попису из 2011. било је 173 становника).

## Географија
Постоји неколико верзија о томе како је Врлане добило име, по предању име је добило јер је ту Марко Краљевић врљио (бацио) велики камен, за који Врланци наводно знају и где се налази.
Реалнија прича о томе како је село добило име је та што је оснивач тог села за кога се говори да се звао Мијат тражио врлетни (шумовит) и неприступачан крај у коме ће се населити како би био мање изложен ризику и пљачкању од стране разних војски.
Нема тачних података када је село тачно настало али се сматра да се то догодило у 14. веку. Прича се да је у непосредној близини Врлана постојало село које се звало Јанково за које се не зна ко га је разрушио, у прилог овим тврдњама иду и темељи кућа и грнчарија коју су локални мештани налазили на месту где је наводно постојало село.
Такође постоје и приче како се испод Врлана налазе подруми са благом кнеза Лазара.
Сеоски живот је углавном миран без неких значајних догађања, једино је лети живахније због сезоне одмора када долазе мештани који се налазе на раду у иностранству, углавном по земљама западне Европе.
Село има продавницу, дом и основну школу.
Врланци немају цркву него користе цркву која се налази на оближњем брду Хум, у чијем се подножју и село налази. Велики број Врланаца живи у иностранству или у Свилајнацу.
У Врлану постоји фудбалски клуб „Хум“.

## Демографија
У насељу Врлане живи 155 пунолетних становника, а просечна старост становништва износи 45,0 година (40,4 код мушкараца и 49,4 код жена). У насељу има 57 домаћинстава, а просечан број чланова по домаћинству је 3,16.
Ово насеље је у потпуности насељено Србима (према попису из 2002. године), а у последња три пописа, примећен је пад у броју становника.
|  |

| Демографија | Демографија | Демографија |
| Година      | Становника  | Становника  |
| ----------- | ----------- | ----------- |
| 1948.       | 416         |             |
| 1953.       | 444         |             |
| 1961.       | 453         |             |
| 1971.       | 447         |             |
| 1981.       | 416         |             |
| 1991.       | 385         | 249         |
| 2002.       | 180         | 372         |
| 2011.       | 173         |             |
| 2022.       | 144         |             |

| Етнички састав према попису из 2002.‍ | Етнички састав према попису из 2002.‍ | Етнички састав према попису из 2002.‍ | Етнички састав према попису из 2002.‍ | Етнички састав према попису из 2002.‍ |
| ------------------------------------ | ------------------------------------ | ------------------------------------ | ------------------------------------ | ------------------------------------ |
|                                      |                                      |                                      |                                      |                                      |
| Срби                                 | Срби                                 |                                      | 180                                  | 100,0%                               |
| непознато                            | непознато                            |                                      | 0                                    | 0,0%                                 |

| Година пописа     | 1948. | 1953. | 1961. | 1971. | 1981. | 1991. | 2002. |
| ----------------- | ----- | ----- | ----- | ----- | ----- | ----- | ----- |
| Број домаћинстава | 89    | 93    | 99    | 100   | 95    | 87    | 57    |

| Број чланова      | 1  | 2  | 3  | 4  | 5 | 6 | 7 | 8 | 9 | 10 и више | Просек |
| ----------------- | -- | -- | -- | -- | - | - | - | - | - | --------- | ------ |
| Број домаћинстава | 10 | 12 | 14 | 10 | 4 | 6 | 0 | 1 | 0 | 0         | 3,16   |

| Пол    | Укупно | Неожењен/Неудата | Ожењен/Удата | Удовац/Удовица | Разведен/Разведена | Непознато |
| ------ | ------ | ---------------- | ------------ | -------------- | ------------------ | --------- |
| Мушки  | 71     | 14               | 49           | 3              | 5                  | 0         |
| Женски | 86     | 10               | 51           | 22             | 3                  | 0         |
| УКУПНО | 157    | 24               | 100          | 25             | 8                  | 0         |

| Пол    | Укупно                    | Пољопривреда, лов и шумарство | Рибарство                            | Вађење руде и камена | Прерађивачка индустрија       |
| ------ | ------------------------- | ----------------------------- | ------------------------------------ | -------------------- | ----------------------------- |
| Мушки  | 47                        | 40                            | 0                                    | 0                    | 3                             |
| Женски | 49                        | 46                            | 0                                    | 0                    | 1                             |
| УКУПНО | 96                        | 86                            | 0                                    | 0                    | 4                             |
| Пол    | Производња и снабдевање   | Грађевинарство                | Трговина                             | Хотели и ресторани   | Саобраћај, складиштење и везе |
| Мушки  | 1                         | 0                             | 1                                    | 1                    | 1                             |
| Женски | 0                         | 0                             | 0                                    | 0                    | 0                             |
| УКУПНО | 1                         | 0                             | 1                                    | 1                    | 1                             |
| Пол    | Финансијско посредовање   | Некретнине                    | Државна управа и одбрана             | Образовање           | Здравствени и социјални рад   |
| Мушки  | 0                         | 0                             | 0                                    | 0                    | 0                             |
| Женски | 0                         | 0                             | 0                                    | 1                    | 1                             |
| УКУПНО | 0                         | 0                             | 0                                    | 1                    | 1                             |
| Пол    | Остале услужне активности | Приватна домаћинства          | Екстериторијалне организације и тела | Непознато            | Непознато                     |
| Мушки  | 0                         | 0                             | 0                                    | 0                    | 0                             |
| Женски | 0                         | 0                             | 0                                    | 0                    | 0                             |
| УКУПНО | 0                         | 0                             | 0                                    | 0                    | 0                             |